# Gustav Winterholler
Gustav Moriz Winterholler (14. dubna 1833 Brno – 29. července 1894 Brno) byl rakousko-uherský, respektive moravský právník, státní úředník (místodržitelský rada) a liberální politik německé národnosti, v letech 1880–1894 brněnský starosta.

## Život

### Mládí, studium a úřednická kariéra
Gustav Winterholler byl rodilý Brňan německé národnosti. Otec podnikal v rukavičkářství, matka byla dcerou brněnského vrchního pokladníka. 
Svůj život spojil také s Vídní, kde na Vídeňské univerzitě získal právnické vzdělání. Od roku 1856 působil v městské správě Brna. V období let 1860–1867 byl sekretářem obecní rady. Pak přešel do Vídně, kde od roku 1867 do roku 1869 pracoval v prezidiální kanceláři ministerstva vnitra, kam ho povolal jeho známý Karl Giskra. V úřední kariéře pokračoval i po opětovném návratu do Brna, kde dosáhl významné pozice na moravském místodržitelství (v letech 1869–1880 na něm zastával post administrativního a ekonomického referenta ve školských záležitostech s funkcí místodržitelského rady). Jeho nástup na místodržitelství měl politický podtext, protože vláda Karla von Auersperga měla zájem na tom obsadit významný post ve státní správě s vlivem na organizaci školské soustavy na Moravě podobně orientovaným člověkem.
V roce 1865 se oženil s Antonií Swobodovou (1842–1897), dcerou hostinského a statkáře v Litohoří. Měli spolu syny Gustava (1866–1907) a Fridricha (1882–1945).

### Starosta Brna
Politicky byl představitelem německorakouských liberálů, tedy stoupenců ústavních svobod, zastánců centralizovaného moderního státu s dominantním vlivem německé kultury, odmítajících české státoprávní aspirace. Tyto ideje zastávala tzv. Ústavní strana.
Jeho politická kariéra vyvrcholila v 80. letech 19. století. Roku 1880 byl zvolen starostou Brna a zůstal jím až do své smrti roku 1894.
Gustav Winterholler byl mezi spoluobčany velmi oblíbeným starostou. Jeho zájem o věci veřejné se soustředil na rozvoj města jako takového, byly zakládány nové čtvrtě, nové komunikace, vodovody, kanalizace, což bylo dáno obecně růstem města v době zakládání a prudkého rozvoje průmyslu ve druhé polovině 19. století. Starosta Winterholler se však kromě pragmatických a nutných opatření ve správě města soustředil i na sociální oblast. Za jeho působení se do centra zájmu magistrátu dostalo obecní školství. Jednak bylo založeno množství škol, avšak zřizovány byly i školky mateřské, ve své době převratný unikát, který se později stal vzorem pro zakládání obdobných zařízení ve zbytku monarchie. S Winterhollerovým jménem a jeho podporou je nerozlučně spjata stavba městského divadla (dnešní Mahenovo divadlo), které bylo opět postaveno jako převratná novinka – jako první divadlo na evropském kontinentu bylo plně elektrifikováno. (Elektrický proud byl zaveden firmou Thomase Alvy Edisona.) Sociální citlivost starosty byla uznávána i brněnským dělnictvem, které přes výhrady ke starostovu liberálnímu, pravicovému politickému postoji uznávalo jeho smířlivý postoj a ochotu k výměně názorů. Winterhollerova politická obratnost se jistě projevila v délce jeho působení v úřadu starosty, které bylo ukončeno až náhlou mozkovou příhodou a krátce na to následující smrtí.
O oblibě starosty svědčí i rozsáhlé peněžní sbírky mezi občany. Již za starostova života byl z výnosu první takové sbírky plánován pomník k jeho uctění. Starosta však odmítl mít za svého života pomník a shromážděné prostředky věnoval na zvelebení města. Teprve po jeho náhlé smrti došlo k nové sbírce mezi obyvateli a konečné realizaci původního záměru. Park Koliště tak v roce 1895 ozdobil výstavný Winterhollerův pomník.

### Zemským a říšským poslancem
Kromě aktivit na pozici starosty byl rovněž poslancem Moravského zemského sněmu, kde zasedal v letech 1886–1894. Poprvé sem usedl po doplňovacích volbách roku 1886 a to za kurii venkovských obcí, obvod Brno (I. okres). Mandát zde obhájil v zemských volbách roce 1890.
Dne 23. ledna 1883 složil poslanecký slib v Říšské radě (celostátní zákonodárný sbor), kde reprezentoval městskou kurii, obvod Brno. Mandát obhájil ve volbách roku 1885 a 1891. Ve vídeňském parlamentu setrval do své smrti roku 1894. Pak ho v poslaneckém křesle vystřídal Friedrich Wannieck.
Po volbách roku 1885 byl členem klubu Sjednocené levice, do kterého se spojilo několik ústavověrných (liberálně a centralisticky orientovaných) politických proudů. Po rozpadu Sjednocené levice přešel do frakce Německorakouský klub. V roce 1890 se uváděl jako poslanec obnoveného klubu německých liberálů, nyní oficiálně nazývaného Sjednocená německá levice. I ve volbách roku 1891 byl na Říšskou radu zvolen za klub Sjednocené německé levice.
Zemřel v červenci 1894. Byl pohřben na Ústředním hřbitově v Brně ve středu čestného kruhu. Po roce 1918 byl ovšem jeho hrob z tohoto prestižního místa v rámci hřbitova vyřazen a v roce 1987 zcela zrušen.